# Satellite Award per la miglior colonna sonora originale
Il Satellite Award per la miglior colonna sonora originale è un riconoscimento annuale dei Satellite Awards, consegnato dall'International Press Academy.

## Vincitori e candidati
I vincitori sono indicati in grassetto.

### Anni 1990
1997
- Il paziente inglese (The English Patient) - Gabriel Yared
- Hamlet - Patrick Doyle
- Mars Attacks! - Danny Elfman
- Michael Collins - Elliot Goldenthal
- Lama tagliente (Sling Blade) - Daniel Lanois

1998
- Titanic - James Horner
- Amistad - John Williams
- Anastasia - David Newman
- L.A. Confidential - Jerry Goldsmith
- Complice la notte (One Night Stand) - Mike Figgis

1999
- La sottile linea rossa (The Thin Red Line) - Hans Zimmer
- Beloved - Rachel Portman
- La città degli angeli (City of Angels) - Gabriel Yared
- Pleasantville - Randy Newman
- Salvate il soldato Ryan (Saving Private Ryan) - John Williams

### Anni 2000
2000
- Il mistero di Sleepy Hollow (Sleepy Hollow) - Danny Elfman
- La leggenda del pianista sull'oceano - Ennio Morricone
- L'insaziabile (Ravenous) - Damon Albarn e Michael Nyman
- Il violino rosso (Le violon rouge) - John Corigliano
- La neve cade sui cedri (Snow Falling on Cedars) - James Newton Howard
- Gioco a due (The Thomas Crown Affair) - Bill Conti

2001
- Il gladiatore (Gladiator) - Hans Zimmer
- La leggenda di Bagger Vance (The Legend of Bagger Vance) - Rachel Portman
- Malèna - Ennio Morricone
- Rapimento e riscatto (Proof in Life) - Danny Elfman
- Traffic - Cliff Martinez

2002
- Moulin Rouge! - Craig Armstrong
- A Beautiful Mind - James Horner
- Hannibal - Hans Zimmer
- La rivincita delle bionde (Legally Blonde) - Rolfe Kent
- Spy Game - Harry Gregson-Williams

2003
- Frida - Elliot Goldenthal
- 24 Hour Party People - Liz Gallacher
- La 25ª ora (25th Hour) - Terence Blanchard
- About a Boy - Un ragazzo (About a Boy) - Damon Gough
- Roger Dodger - Craig Wedren

2004
- L'ultimo samurai (The Last Samurai) - Hans Zimmer
- Camp- Stephen Trask
- Ritorno a Cold Mountain (Cold Mountain) - Gabriel Yared
- Alla ricerca di Nemo (Finding Nemo) - Thomas Newman
- Il Signore degli Anelli - Il ritorno del re (The Lord of the Rings: The Return of the King) - Howard Shore
- The Missing - James Horner
- Seabiscuit - Un mito senza tempo (Seabiscuit) - Randy Newman

2005 (gennaio)
- Napoleon Dynamite - John Swihart
- Alfie - Mick Jagger, John Powell e David A. Stewart
- The Aviator - Howard Shore
- Neverland - Un sogno per la vita (Finding Neverland) - Jan A.P. Kaczmarek
- Gli Incredibili - Una "normale" famiglia di supereroi (The Incredibles) - Michael Giacchino
- Spider-Man 2 - Danny Elfman

2005 (dicembre)
- Le crociate - Kingdom of Heaven (Kingdom of Heaven) - Harry Gregson-Williams
- I segreti di Brokeback Mountain (Brokeback Mountain) - Gustavo Santaolalla
- The Constant Gardener - La cospirazione (The Constant Gardener) - Alberto Iglesias
- La sposa cadavere (Corpse Bride) - Danny Elfman
- Memorie di una geisha (Memoirs of a Geisha) - John Williams
- Sin City - Robert Rodriguez

2006
- Babel - Gustavo Santaolalla
- Brick - Dose mortale (Brick) - Nathan Johnson
- Il codice da Vinci (The Da Vinci Code) - Hans Zimmer
- Flags of Our Fathers - Clint Eastwood
- Le vite degli altri (Das Leben der Anderen) - Gabriel Yared
- Diario di uno scandalo (Notes on a Scandal) - Philip Glass

2007
- Il cacciatore di aquiloni (The Kite Runner) – Alberto Iglesias
- L'assassinio di Jesse James per mano del codardo Robert Ford (The Assassination of Jesse James by the Coward Robert Ford) – Nick Cave
- Espiazione (Atonement) – Dario Marianelli
- La promessa dell'assassino (Eastern Promises) – Howard Shore
- Sguardo nel vuoto (The Lookout) – James Newton Howard
- Ratatouille – Michael Giacchino

2008
- The Millionaire (Slumdog Millionaire) - A.R. Rahman
- Australia - David Hirschfelder
- Ortone e il mondo dei Chi (Horton Hears a Who!) - John Powell
- Milk - Danny Elfman
- Quantum of Solace - David Arnold
- WALL•E - Thomas Newman

2009
- Tra le nuvole (Up in the Air) - Rolfe Kent
- Amelia - Gabriel Yared
- Nel paese delle creature selvagge (Where the Wild Things Are) - Carter Burwell e Karen Orzolek
- Nemico pubblico - Public Enemies (Public Enemies) - Elliot Goldenthal
- The Informant! - Marvin Hamlisch
- Up - Michael Giacchino

### Anni 2010
2010
- Inception - Hans Zimmer
- 127 ore (127 Hours) - A.R. Rahman
- Il cigno nero (Black Swan) - Clint Mansell
- The Eclipse - Fionnuala Ni Chiosain
- Harry Potter e i Doni della Morte - Parte 1 (Harry Potter and the Deathly Hallows - Part 1) - Alexandre Desplat
- Salt - James Newton Howard
- The Social Network - Trent Reznor e Atticus Ross
- Unstoppable - Fuori controllo (Unstoppable) - Harry Gregson-Williams

2011
- Soul Surfer - Marco Beltrami
- Super 8 - Michael Giacchino
- Drive - Cliff Martinez
- Harry Potter e i Doni della Morte - Parte 2 (Harry Potter And The Deathly Hallows Part 2) - Alexandre Desplat
- War Horse - John Williams
- Come l'acqua per gli elefanti (Water For Elephants) - James Newton Howard

2012
- Argo - Alexandre Desplat
- Anna Karenina - Dario Marianelli
- Skyfall - Thomas Newman
- The Master - Jonny Greenwood
- Lincoln - John Williams
- Re della terra selvaggia (Beasts of the Southern Wild) - Dan Romer e Benh Zeitlin

2014
- Gravity - Steven Price
- Philomena - Alexandre Desplat
- 12 anni schiavo (12 Years Slave) - Hans Zimmer
- Lei (Her) - Arcade Fire
- I sogni segreti di Walter Mitty (The Secret Life of Walter Mitty) - Theodore Shapiro
- Storia di una ladra di libri (The Book Thief) - John Williams

2015
- Antonio Sánchez - Birdman
- Alexandre Desplat - The Imitation Game
- Thomas Newman - The Judge
- Steven Price - Fury
- Hans Zimmer - Interstellar
- Atticus Ross, Trent Reznor - L'amore bugiardo - Gone Girl (Gone Girl)

2016
- Carter Burwell - Carol
- Thomas Newman - Spectre
- Michael Giacchino - Inside Out
- Howard Shore - Il caso Spotlight (Spotlight)
- Harry Gregson-Williams - Sopravvissuto - The Martian (The Martian)
- Alexandre Desplat - The Danish Girl

2017
- Justin Hurwitz – La La Land
- Rupert Gregson Williams – La battaglia di Hacksaw Ridge (Hacksaw Ridge)
- Lesley Barber – Manchester by the Sea
- John Williams – Il GGG - Il grande gigante gentile (The BFG)
- John Debney – Il libro della giungla (The Jungle Book)
- Hans Zimmer, Pharrell Williams e Benjamin Wallfisch – Il diritto di contare (Hidden Figures)

2018
- Rupert Gregson-Williams - Wonder Woman
- Dario Marianelli - L'ora più buia (Darkest Hour)
- Hans Zimmer - Dunkirk
- Alexandre Desplat - La forma dell'acqua - The Shape of Water (The Shape of Water)
- Michael Giacchino - The War - Il pianeta delle scimmie (War for the Planet of the Apes)
- Carter Burwell - La stanza delle meraviglie (Wonderstruck)

2020
- Justin Hurwitz – First Man - Il primo uomo (First Man)
- Thomas Adès – Colette
- Terence Blanchard – BlacKkKlansman
- Nicholas Britell – Se la strada potesse parlare (If Beale Street Could Talk)
- Alexandre Desplat – I fratelli Sisters (The Sisters Brothers)
- Hans Zimmer – Widows - Eredità criminale (Widows)

### Anni 2020
2019
- Hildur Guðnadóttir – Joker
- Marco Beltrami e Buck Sanders – Le Mans '66 - La grande sfida (Ford v Ferrari)
- Terence Blanchard – Harriet
- Randy Newman – Storia di un matrimonio (Marriage Story)
- Thomas Newman – 1917
- Robbie Robertson – The Irishman

2021
- Alexandre Desplat - The Midnight Sky
- Terence Blanchard - Quella notte a Miami... (One Night in Miami...)
- Ludwig Göransson - Tenet
- Emile Mosseri - Minari
- James Newton Howard - Notizie dal mondo (News of the World)
- Trent Reznor e Atticus Ross - Mank

2022
- Hans Zimmer - Dune (Dune: Part One)
- Alexandre Desplat - The French Dispatch of the Liberty, Kansas Evening Sun
- Jeymes Samuel - The Harder They Fall
- Harry Gregson-Williams - The Last Duel
- Alberto Iglesias - Madres paralelas
- Jonny Greenwood - Il potere del cane (The Power of the Dog)
- Jonny Greenwood - Spencer

2023
- Justin Hurwitz - Babylon
- Carter Burwell - Gli spiriti dell'isola (The Banshees of Inisherin)
- John Williams - The Fabelmans
- Lorne Balfe, Harold Faltermeyer, Lady Gaga e Hans Zimmer - Top Gun: Maverick
- Terence Blanchard - The Woman King
- Hildur Guðnadóttir - Women Talking - Il diritto di scegliere (Women Talking)

2024
- Laura Karpman - American Fiction
- Robbie Robertson - Killers of the Flower Moon (postumo)
- Ludwig Göransson - Oppenheimer
- Jerskin Fendrix - Povere creature! (Poor Things)
- Michael Giacchino - La società della neve (La sociedad de la nieve)
- Daniel Pemberton - Spider-Man: Across the Spider-Verse